# Clima de monção

Zonas mundiais de clima tropical monçônico (Am).

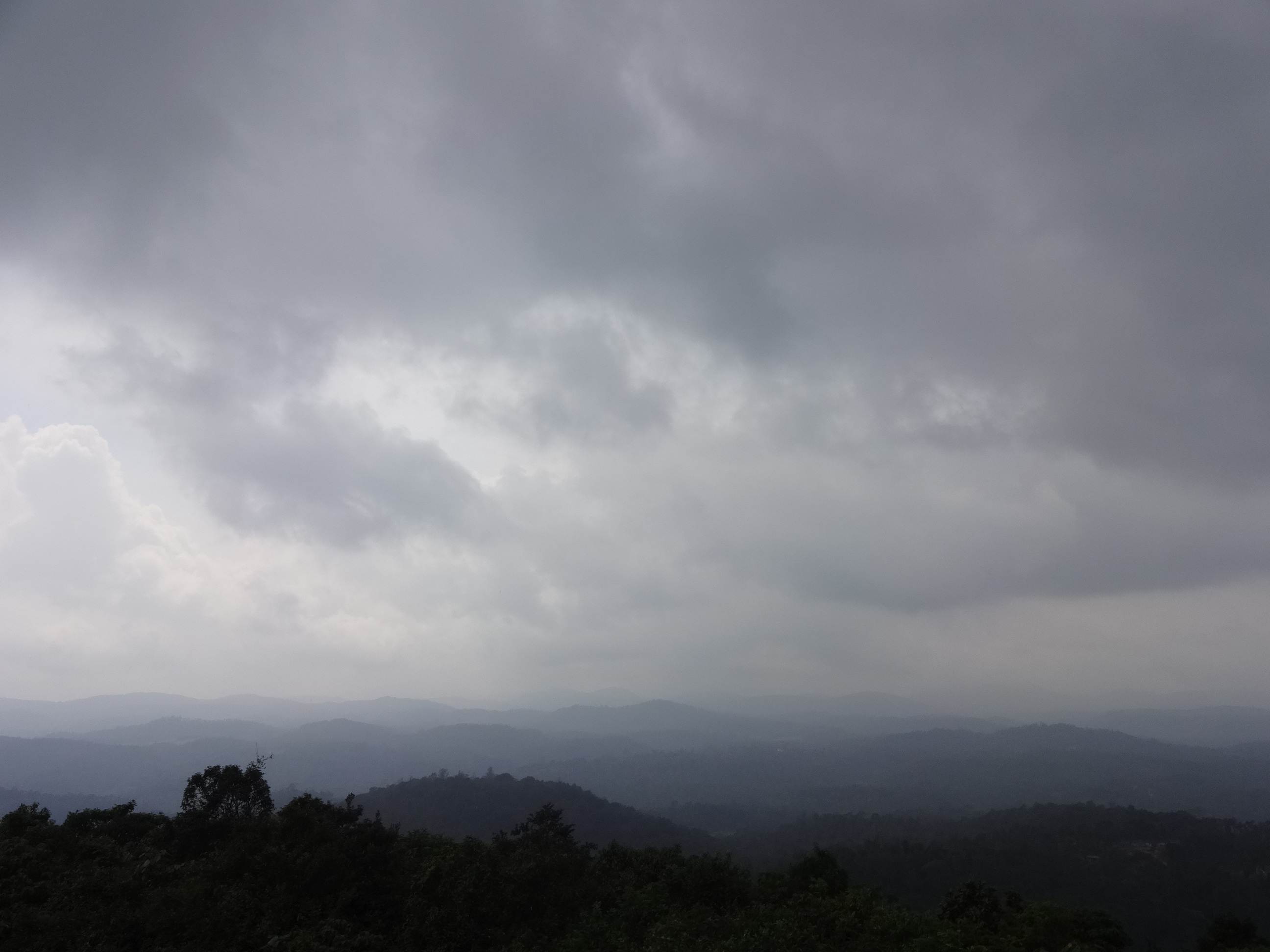
Nuvens carregadas são comuns nas estações chuvosas dos climas monçônicos.

O clima monçônico (ocasionalmente conhecido como clima tropical de monção, clima tropical úmido ou clima tropical de monções e ventos alísios) é um tipo de clima que corresponde à categoria "Am" da classificação climática de Köppen-Geiger. Apresenta temperaturas médias mensais acima de 18° C em todos os meses do ano e é considerado um tipo de clima intermediário que está entre os tipos Af (clima equatorial) e Aw (clima tropical de savana)
Um clima monçônico, no entanto, tem meses mais secos, com uma média inferior a 60 mm de precipitação no seu mês mais seco, e cerca de 100 mm de precipitação anual total. Esse último fato está em contraste direto com o clima de savana tropical, cujo mês mais seco vê menos de 60 mm de precipitação e mais de 100 mm de precipitação anual. Em essência, o clima monçônico tende a ter mais chuvas do que o clima de savana tropical ou ter estações secas menos pronunciadas. Além disso, um clima tropical de monção tende a ter menos variações nas temperaturas durante o ano do que o clima de savana tropical. Este clima tem um mês mais seco, que quase sempre ocorre logo após o solstício de inverno próximo daquela região da linha do Equador.

## Versões
Existem geralmente duas versões do clima tropical monçônico:
- Clima monçônico de estações secas menos pronunciadas. As regiões com essa variação do clima de monção tropical costumam ver grandes quantidades de chuva durante a estação chuvosa, geralmente na forma de tempestades frequentes. No entanto, ao contrário da maioria dos climas de savana tropical, uma quantidade considerável de precipitação também cai durante a estação seca. Em essência, esta versão do clima monçônico tropical geralmente tem estações secas menos pronunciadas do que os climas de savana tropical.[1]
- Clima monçônico de estações secas bem pronunciadas e estações altamente chuvosas. Esta variação apresenta estações secas bem marcadas, similares em duração e em características às estações secas observadas em climas de savana tropical. No entanto, a estação seca é seguida por um período de chuvas intensas. Em alguns casos, até  1.000 mm de precipitação é observado por mês durante dois ou mais meses consecutivos. Os climas de savana tropical geralmente não têm este nível de precipitação.[1]

## Distribuição
Os climas tropicais monçônicos são mais comumente encontrados na América do Sul e Central. No entanto, há seções do sul da Ásia, sudeste da Ásia, África (particularmente na África Ocidental e Central), Caribe e América do Norte, que também apresentam esse clima.

## Fatores
O principal fator de controle sobre o clima monçônico tropical é sua relação com a circulação das monções. A monção é uma mudança sazonal na direção do vento. Na Ásia, durante o verão (ou alta temporada de sol), há um fluxo de ar em terra (o ar se move do oceano para a terra). No “inverno” (ou baixa temporada de sol), um fluxo de ar em alto-mar (ar que se desloca da terra em direção à água) é predominante. A mudança de direção se deve à diferença no calor da água e da terra. Outubro é o mês mais quente, não importa se é no hemisfério sul ou norte. Isso porque outubro é a época do ano onde acorre o fim da estação chuvosa e não há ventos de inverno soprando (monção do nordeste).
Mudanças nos padrões de pressão que afetam a sazonalidade da precipitação também ocorrem na África, embora geralmente difiram do modo como opera na Ásia. Durante a alta temporada de sol, a zona de convergência intertropical (ITCZ) induz a chuva. Durante a baixa temporada de sol, a alta subtropical cria condições secas. Os climas monçônicos da África e das Américas, normalmente, estão localizados ao longo das costas dos ventos alísios.

## Notáveis cidades de clima monçônico
- Cairns, Queensland, Austrália
- Yangon, Myanmar
- Taitung, Taiwan
- Manaus, Amazonas, Brasil
- Miami, Flórida, Estados Unidos
- San Juan, Porto Rico
- Santo Domingo, República Dominicana
- San Pedro Sula, Honduras
- Macapá, Amapá, Brasil
- Chittagong, Bangladesh
- Malé, Maldivas
- Conakry, Guiné
- Vigan, Filipinas

## Gráficos das cidades selecionadas
| Gráfico climático para Chittagong                  | Gráfico climático para Chittagong | Gráfico climático para Chittagong | Gráfico climático para Chittagong | Gráfico climático para Chittagong | Gráfico climático para Chittagong | Gráfico climático para Chittagong | Gráfico climático para Chittagong | Gráfico climático para Chittagong | Gráfico climático para Chittagong | Gráfico climático para Chittagong | Gráfico climático para Chittagong |
| -------------------------------------------------- | --------------------------------- | --------------------------------- | --------------------------------- | --------------------------------- | --------------------------------- | --------------------------------- | --------------------------------- | --------------------------------- | --------------------------------- | --------------------------------- | --------------------------------- |
| J                                                  | F                                 | M                                 | A                                 | M                                 | J                                 | J                                 | A                                 | S                                 | O                                 | N                                 | D                                 |
| 5 26 13                                            | 28 15                             | 64 31 19                          | 150 32 23                         | 264 32 24                         | 533 31 25                         | 597 30 25                         | 518 30 24                         | 320 31 24                         | 180 31 23                         | 56 29 18                          | 15 26 14                          |
| Temperaturas em °C • Precipitações em mmFonte: BBC |                                   |                                   |                                   |                                   |                                   |                                   |                                   |                                   |                                   |                                   |                                   |

| Gráfico climático para Manaus                         | Gráfico climático para Manaus | Gráfico climático para Manaus | Gráfico climático para Manaus | Gráfico climático para Manaus | Gráfico climático para Manaus | Gráfico climático para Manaus | Gráfico climático para Manaus | Gráfico climático para Manaus | Gráfico climático para Manaus | Gráfico climático para Manaus | Gráfico climático para Manaus |
| ----------------------------------------------------- | ----------------------------- | ----------------------------- | ----------------------------- | ----------------------------- | ----------------------------- | ----------------------------- | ----------------------------- | ----------------------------- | ----------------------------- | ----------------------------- | ----------------------------- |
| J                                                     | F                             | M                             | A                             | M                             | J                             | J                             | A                             | S                             | O                             | N                             | D                             |
| 260 31 23                                             | 288 30 23                     | 314 31 23                     | 300 31 23                     | 256 31 23                     | 114 31 23                     | 88 31 23                      | 58 33 23                      | 83 33 24                      | 126 33 24                     | 183 32 24                     | 217 31 24                     |
| Temperaturas em °C • Precipitações em mmFonte: WMO HK |                               |                               |                               |                               |                               |                               |                               |                               |                               |                               |                               |

| Gráfico climático para Miami                       | Gráfico climático para Miami | Gráfico climático para Miami | Gráfico climático para Miami | Gráfico climático para Miami | Gráfico climático para Miami | Gráfico climático para Miami | Gráfico climático para Miami | Gráfico climático para Miami | Gráfico climático para Miami | Gráfico climático para Miami | Gráfico climático para Miami |
| -------------------------------------------------- | ---------------------------- | ---------------------------- | ---------------------------- | ---------------------------- | ---------------------------- | ---------------------------- | ---------------------------- | ---------------------------- | ---------------------------- | ---------------------------- | ---------------------------- |
| J                                                  | F                            | M                            | A                            | M                            | J                            | J                            | A                            | S                            | O                            | N                            | D                            |
| 51 24 15                                           | 53 25 16                     | 61 26 18                     | 72 28 20                     | 158 30 22                    | 237 31 24                    | 145 32 25                    | 193 32 25                    | 194 31 24                    | 143 29 22                    | 68 27 19                     | 47 25 16                     |
| Temperaturas em °C • Precipitações em mmFonte: WMO |                              |                              |                              |                              |                              |                              |                              |                              |                              |                              |                              |